# Miss Trans Nacional México 2018
Miss Trans Nacional México 2018 fue la 5° edición del certamen Miss Trans Nacional México y se llevó a cabo en el Hotel Marriot de la ciudad de Tuxtla Gutiérrez, Chiapas el viernes 28 de abril de 2018. Veintidós candidatas de toda la República Mexicana compitieron por el título nacional,  resultando ganadora Grecia Culpo de Durango obteniendo el derecho de representar al país en Miss International Queen 2019 en Tailandia. Culpo fue coronada por la saliente Miss Trans Nacional México Anahí Altuzar, el encargado de colocar la banda fue Polo Hernández, Director Nacional de Miss Trans Nacional México.
El título de Miss Trans Star International fue ganado por Michel Rodríguez de Tabasco quien representaría al país en Miss Trans Star International 2018 a celebrarse en España. Rodríguez fue coronada por la saliente Miss Trans Star México Zury Carrasco, quien también colocó la banda.
Durante el concurso se designó a la representante de México rumbo al certamen Super Syrenia Worldwide 2018 a efectuarse en Filipinas, la portadora del título fue Miranda Lombardi, quien anteriormente fue la primera reina de Miss Trans Nacional México en 2014.

## Resultados
| Posición                        | Candidata |
| Miss Trans Nacional México 2018 | - Durango - Grecia Culpo |
| Miss Trans Star México 2018     | - Tabasco - Michel Rodríguez (Renunció) - Chiapas - Marisa Zenteno (Sucesora) |
| 1° Finalista                    | - Ciudad de México - Adriana Rivera |
| Top 6                           | - Colima - Yoseline Guerrero - Sonora - Yasmin Murillo |
| Top 12                          | - Baja California - Christina Prado - Chihuahua - Soni Díaz - Nuevo León - Mia Bell - San Luis Potosí - Raihza Dayerlin - Veracruz - Michell Lagunes - Yucatán - Gisell Lombardi |

## Candidatas
- Baja California - Christina Prado
- Chiapas - Marisa Zenteno
- Chihuahua - Soni Díaz
- Ciudad de México - Adriana Rivera
- Ciudad de México Sur - Anahí Mori
- Colima - Yoseline Guerrero
- Durango - Grecia Culpo
- Estado de México -  Tania de la Vega
- Guanajuato - Fernanda Medina
- Guerrero - Naylin Villanueva †
- Hidalgo - Xiomara Bautista
- Jalisco - Alejandra Bautista
- Michoacán - Andie Izazaga
- Nuevo León - Mia Bell
- Puebla - Jennifer Leyva
- Querétaro - Dafne Toledo
- San Luis Potosí - Raihza Dayerlin
- Sonora - Jazmín Murillo[4]
- Tabasco - Michelle Rodríguez
- Tlaxcala -
- Veracruz - Michell Lagunes
- Yucatán - Gisell Lombardi

## Caso desaparición Miss Trans Star México 2018
Michelle Rodríguez  de Tabasco desapareció el 28 de agosto de 2018 en la colonia Ermita Zaragoza, en la Delegación Iztapalapa, en la Ciudad de México, tras estar desaparecida por más de 15 días fue encontrada con vida, sus familiares anunciaron públicamente que la joven concursante en certámenes de belleza estaba a salvo en su casa; sin embargo, evidenciaron que padeció tortura por parte de las personas que la privaron de su libertad. Debido a la fecha próxima del certamen internacional al cual representaría, la Organización nacional tomó la decisión de designar a otra chica para ir al certamen internacional, dejando la invitación a Michelle de representar a México en otro concurso si así lo decidiera.

## Crossovers
Miss International Queen
- 2019:  Durango - Grecia Culpo

Miss Trans Star Internacional
- 2018:  Chiapas - Marisa Zenteno (Top 10)